# Кизилтаський лиман
Кизилтаський лиман — лагунне водоймище в південній частині Таманського півострова. Належить до Кизилтаської групи Таманської системи Кубанських лиманів.
- Площа 137 км².

Лиман розташований на стику дельтової рівнини і таманських височин. Впродовж багатьох сторіч Кизилтаський лиман пропускав через свою улоговину воду Кубані і її чорноморських рукавів — Джиги, Якушкина гирла, Кривого єрика, проте на початку XIX століття мешканці Тамані вирішили опріснити і інші лимани і повернули Кубань на північ. Позбавлений річкового стоку Кизилташ швидко засолонився і втратив славу багатющих рибальських угідь Кубанської області.